# Vétra (textile)
Pour les articles homonymes, voir Vetra.
Vétra est une entreprise française créée en 1927 à Paris, fabricant des vêtements de travail et professionnels ainsi que des vêtements de tous les jours inspirés du « workwear ».

## Histoire
La marque Vétra est née à Paris en 1927, sur l'île Saint-Louis, au 3 rue de Bretonvilliers (IVème). Son Fondateur, Edouard Beerens, reçut de sa mère en cadeau de mariage sa fabrique de tabliers et blouses, qui sera le point de départ de sa création d'entreprise.
Vétra se spécialisera dans ses premières années dans les vêtements de travail pour homme. E. Beerens adopte comme premier slogan : « Vétra plus longtemps tiendra » et crée son logo : un lettrage rouge avec en fond une usine noire, afin de séduire les salariés, qui, à l'époque étaient obligés de se fournir eux-mêmes en vêtement de travail. 
Dans les années 1930, l'entreprise déménagea dans le Nord de la France. En 1939, l'entreprise fut réquisitionnée pour fabriquer des uniformes pour l'armée française.
Le 19 mai 1940, à la suite de l'invasion allemande, E. Beerens fut contraint de saborder son usine pour ne pas laisser d'uniformes aux cinquièmes colonnes allemandes. Bien que recherché par la Gestapo, il parvint à relancer son activité à Le Lude (Sarthe) rue du château. 
Dans les années 1950, Vétra fut une des premières entreprises textiles à utiliser le système kanban mis au point par Toyota. Dans la décennie suivante le logo devient progressivement bleu hydrone puis bugatti. Le slogan devient : « Vétra le vêtement qui va » puis enfin « Vétra l'habilleur du professionnel ». La production est composée de vêtements en croisé chaîne retors lourds 100% coton en majorité, même si la production de Jean's Beerens Pants fut importante.
Vétra s'exportera dans de nombreux pays dans les années 1990, des États-Unis au Japon.
Vétra est toujours dirigée par la famille Beerens, en faisant une des rares entreprises familiales textiles françaises et une des rares entreprises textiles avec une production française.
En 2018, Closed a fait une collaboration avec la marque Vétra au côté de la marque Orcival.
En 2021, sur l'initiative du Coq Sportif, les deux marques historiques ont réalisé une sneakers 100% made in France en série limité dans la célèbre moleskine française : la "Tennis Vétra".